# Goniorrhinus
Goniorrhinus är ett släkte av skalbaggar. Goniorrhinus ingår i familjen vivlar.
Kladogram enligt Catalogue of Life:
| Goniorrhinus | \| \| Goniorrhinus erinaceus \| \| \| \| \| \| Goniorrhinus hardenbergi \| \| \| \| |
|              | \| \| Goniorrhinus erinaceus \| \| \| \| \| \| Goniorrhinus hardenbergi \| \| \| \| |
|              | Goniorrhinus erinaceus                                                              |
|              |                                                                                     |
|              | Goniorrhinus hardenbergi                                                            |
|              |                                                                                     |